# Genysa decorsei (Diadocyrtus)
Genysa decorsei là một loài nhện trong họ Idiopidae. Chúng được Simon miêu tả năm 1902. Loài này phân bố ở Madagascar.